# Euphoresia costipennis
Euphoresia costipennis är en skalbaggsart som beskrevs av Max Quedenfeldt 1884. Euphoresia costipennis ingår i släktet Euphoresia och familjen Melolonthidae. Inga underarter finns listade i Catalogue of Life.